# Euphorbia enormis
Euphorbia enormis ist eine Pflanzenart aus der Gattung Wolfsmilch (Euphorbia) in der Familie der Wolfsmilchgewächse (Euphorbiaceae).

## Beschreibung
Die sukkulente Euphorbia enormis wächst mit vielen, bodennah verzweigenden Trieben aus fleischigen Wurzeln und bildet bis 20 Zentimeter hohe Gruppen. Die vierkantigen Triebe werden bis 20 Zentimeter hoch, gelegentlich auch länger. Sie sind in etwas längliche 2,5 Zentimeter breite Segmente eingeschnürt und mit einem federartigen Muster versehen. Die mehr oder weniger geflügelten Kanten sind mit etwas hervorstehenden Zähnen versehen, die bis 1 Zentimeter Abstand untereinander haben. Die verlängerten Dornschildchen berühren sich nicht. Es werden Dornen bis 8 Millimeter Länge und bis 2 Millimeter lange Nebenblattdornen ausgebildet.
Der Blütenstand besteht aus einzelnen und einfachen Cymen oder aus einem einzelnen, fast sitzenden Cyathium. Dieses wird bis 12 Millimeter im Durchmesser groß. Die länglichen Nektardrüsen sind gelbgrün und berühren sich. Die stumpf gelappte Frucht ist sitzend und erreicht einen Durchmesser von 12 Millimeter. Der eiförmige Samen ist glatt und wird etwa 4,5 Millimeter lang und 4,25 Millimeter breit.

## Verbreitung und Systematik
Euphorbia enormis ist in Südafrika, in der Provinz Nordkap auf trockenen, sandigen Böden bis in Höhenlagen von 800 Meter verbreitet.
Die Erstbeschreibung der Art erfolgte 1915 durch Nicholas Edward Brown.